# Szok Hjondzsun
Szok Hjondzsun (hangul: 석현준, RR: Seok Hyeon-jun) (Cshungdzsu (Chungju), 1991. június 29. –) dél-koreai válogatott labdarúgó, a francia Stade de Reims játékosa.

## Pályafutása

### Hollandia
Szok (Seok) a dél-koreai Yongin City FC csapatában nevelkedett, mígnem 2010-ben megvásárolta őt az AFC Ajax csapata. Másfél éves szerződést írt alá az amszterdamiakkal, plusz egyéves hosszabbítási opcióval. Februárban a Roda JC elleni hazai 4-0-s győzelem alkalmával debütált az első csapatban. Első gólját a 2010-11 szezon előtti felkészülési időszakban szerezte a Chelsea elleni barátságos mérkőzésen 2010. július 23-án. Az Ajaxnál nem kapott lehetőséget az idény során, és szerződését sem újították meg, így két évre a szintén holland Groningenhez szerződött.

### Portugália és Szaúd-Arábia
2013 januárjában a portugál CS Marítimo csapatához igazolt és harmadik mérkőzésén győztes gólt szerzett a Sporting CP ellen. (1-0) Rövid ideig a szaúdi Al-Ahli játékosa volt, majd ismét a portugál élvonalban, a Nacionalnál kapott lehetőséget, miután egy  négyéves szerződést kötöttek 2014. június 30-án. 2015. január 12-én a Vitória Setúbal szerződtette. 2016. január 2-án az ő szabadrúgás góljával győzte le csapata a Bragát. Január 15-én az Portóhoz írt alá.
2016. augusztus 11-én a török Trabzonsporhoz adták kölcsön egy évre. A sajtóhírek szerint több mint 1.000.000 eurót keresett évente, míg a Trabzon 750.000 eurót fizetett a portugál csapatnak a transzferért. 2017. január 31-én a kölcsönszerződését felbontották, és bár a francia SC Bastia átigazolta volna, a transzfer meghiúsult, miután a szükséges dokumentumok nem kerültek időben a megfelelő helyre. Február 14-én a Debreceni VSC vette kölcsön fél évre. Ez idő alatt 13 bajnokin egy alkalommal talált az ellenfelek kapujába, majd a szezon végén nem hosszabbították meg kölcsön szerződését.
2017. augusztus 30-án a francia élvonalban szereplő Troyes vette kölcsön.

### A válogatottban
A válogatottban 2016-ban a Thaiföld és a Csehország elleni felkészülési meccsen is betalált, részt vett a riói olimpián.

## Mérkőzései a dél-koreai válogatottban
| #   | Dátum               | Ellenfél      | Eredmény | Kiírás              | Esemény |
| --- | ------------------- | ------------- | -------- | ------------------- | ------- |
| 1.  | 2010. szeptember 7. | Irán          | 0 – 1    | barátságos mérkőzés | 78'     |
| 2.  | 2015. szeptember 3. | Laosz         | 8 – 0    | Vb-selejtező        | 58' 62' |
| 3.  | 2015. szeptember 8. | Libanon       | 3 – 0    | Vb-selejtező        | 76'     |
| 4.  | 2015. október 8.    | Kuvait        | 1 – 0    | Vb-selejtező        | 69'     |
| 5.  | 2015. november 12.  | Mianmar       | 4 – 0    | Vb-selejtező        | 86'     |
| 6.  | 2015. november 17.  | Laosz         | 5 – 0    | Vb-selejtező        | 44' 62' |
| 7.  | 2016. március 24.   | Libanon       | 1 – 0    | Vb-selejtező        | 82'     |
| 8.  | 2016. március 27.   | Thaiföld      | 1 – 0    | barátságos mérkőzés | 4' 87'  |
| 9.  | 2016. június 1.     | Spanyolország | 1 – 6    | barátságos mérkőzés | 46'     |
| 10. | 2016. június 5.     | Csehország    | 2 – 1    | barátságos mérkőzés | 40' 88' |
| 11. | 2016. október 6.    | Katar         | 3 – 2    | Vb-selejtező        | 24' 46' |
| 12. | 2018. október 12.   | Uruguay       | 2 – 1    | barátságos mérkőzés | 67'     |
| 13. | 2018. október 16.   | Panama        | 2 – 2    | barátságos mérkőzés | 65'     |
| 14. | 2018. november 17.  | Ausztrália    | 1 – 1    | barátságos mérkőzés | 46'     |
| 15. | 2018. november 20.  | Üzbegisztán   | 4 – 0    | barátságos mérkőzés | 69' 81' |